# Hudlice
Hudlice – wieś i gmina w Czechach, w powiecie Beroun, w kraju środkowoczeskim. Według danych z dnia 1 stycznia 2023 liczyła 1 255 mieszkańców.